# 新郷郵便局 (青森県)
新郷郵便局（しんごうゆうびんきょく）は青森県三戸郡新郷村にある郵便局である。民営化前の分類では集配特定郵便局であった。局番号は84026。

## 概要
住所：〒039-1899 青森県三戸郡新郷村大字戸来字金ケ沢31-1

## 沿革
- 1882年（明治15年） - 戸来ノ内金ケ沢（へらいのうちかねがさわ）郵便局（五等）として開設[1]。
- 1885年（明治18年）10月1日 - 貯金取扱を開始[1]。
- 1886年（明治19年）6月1日 - 戸来村金ケ沢郵便局に改称[1]。
- 1890年（明治23年）4月1日 - 戸来郵便局に改称[1]。
- 1899年（明治32年）12月16日 - 為替取扱を開始[1]。
- 1935年（昭和10年）6月1日 - 戸来で電話交換業務開始[2]
- 1965年（昭和40年）11月25日 - 西越郵便局から電話交換事務を移管[3]。
- 1973年（昭和48年）4月1日 - 新郷郵便局に改称[4]。
- 1978年（昭和53年）7月5日 - 電話の加入および料金に関する簡易な事務を除く電話交換業務を五戸電報電話局に移管。
- 1990年（平成2年）10月8日 - 浅田郵便局から集配業務のそれぞれ一部[5]を移管。
- 2007年（平成19年）3月5日 - ゆうゆう窓口（郵便時間外窓口）を廃止し、配達センター局に移行。
- 2007年（平成19年）10月1日 - 民営化に伴い、併設された郵便事業八戸西支店新郷集配センターに一部業務を移管。
- 2012年（平成24年）10月1日 - 日本郵便株式会社発足に伴い、郵便事業八戸西支店新郷集配センターを新郷郵便局に統合。

## 取扱内容
- 郵便、印紙、ゆうパック、内容証明
- 貯金、為替、振替、振込、国際送金、国債
- 生命保険、バイク自賠責保険
- ゆうちょ銀行ATM
- 三戸郡新郷村内全域（〒039-18xx）の集配業務

## 周辺
- 新郷村役場
- 新郷村立新郷中学校
- 新郷村立戸来小学校

## アクセス
- 南部バス（金ヶ沢線） 金ヶ沢停留所下車、徒歩約1分
- 国道454号沿い
- 駐車場あり：3台